# Club de Foot Montréal
O Club de Foot Montréal, cuja abreviação é CF Montréal, é um clube canadense de futebol, da cidade de Montreal, Quebec. Anteriormente, o clube chamava-se Impact de Montréal FC (em inglês, Montreal Impact). Suas cores são preto, azul e branco.

## Histórico
Suas cores são azul e preto. O time joga no Stade Saputo, que foi inaugurado em 2008. Desde 2012 se juntou à Major League Soccer, a liga de futebol mais importante dos Estados Unidos e do Canadá. Tornou-se a primeira equipe canadense a disputar uma final da Liga dos Campeões da CONCACAF, na temporada 2014-2015 e obteve o vice-campeonato.

## Títulos
| Nacionais               | Nacionais                                       | Nacionais | Nacionais                                 |
|                         | Competição                                      | Títulos   | Temporadas                                |
| ----------------------- | ----------------------------------------------- | --------- | ----------------------------------------- |
| Canadá                  | Campeonato Canadense                            | 5         | 2008, 2013, 2014, 2019 e 2021             |
| Estados Unidos          | USL First Division                              | 2         | 2004 e 2009                               |
| Estados Unidos · Canadá | Commissioner's Cup                              | 5         | 1995, 1996, 1997, 2005 e 2006             |
| Canadá                  | Voyageurs Cup                                   | 7         | 2002, 2003, 2004, 2005, 2006, 2007 e 2008 |
| Estados Unidos · Canadá | APSL                                            | 1         | 1994                                      |
| Divisão                 |                                                 |           |                                           |
|                         | Competição                                      | Títulos   | Temporadas                                |
| Estados Unidos          | USL First Division Northeast Division Champions | 2         | 1997 e 2003                               |
| Estados Unidos          | USL First Division Eastern Division Champions   | 1         | 2004                                      |
| Outros Títulos          |                                                 |           |                                           |
|                         | Competição                                      | Títulos   | Temporadas                                |
| Canadá                  | Can Am Cup                                      | 3         | 1998, 2003 e 2004                         |
| Canadá                  | Montreal Cup                                    | 1         | 2001                                      |
| Estados Unidos · Canadá | Walt Disney World Pro Soccer Classic            | 1         | 2013                                      |

## Campanhas de destaque
- Liga dos Campeões da CONCACAF: 2º lugar - 2014-2015
- Campeonato Canadense: 3º lugar - 2009, 2010, 2011, 2012
- MLS Reserve Division: 2º lugar - 2012

## Uniformes
| 2012 | Ver evolução | Atual |

## Rivalidade
A maior rivalidade do CF Montréal é contra o Toronto FC, com o qual disputa o Canadian Classique.